# نورثروب غرومان إي-8
نورثروب غرومان إي-8 نظام مراقبة راداري مشترك الهدف الهجومي (ستار مشترك، Northrop Grumman E-8 Joint Surveillance Target Attack Radar System (Joint STARS) هي طائرة عسكرية تابعة لسلاح الجو الأمريكية تعمل جوا على مراقبة الأرض وتقود وتدير وتتحكم بالمعارك. تقوم بمراقبة المركبات البرية وبعض الطائرات، وتجمع الصور، وتبث الصور إلى القواعد الأرضية والقادة في طائرات القيادة. يتم تشغيل الطائرات من قبل كل من وحدات القوات الجوية والحرس الوطني الجوي كما تحمل مدربي الجيش الأمريكي وأفراد إضافية كطاقم للطائرة.

## تصميم

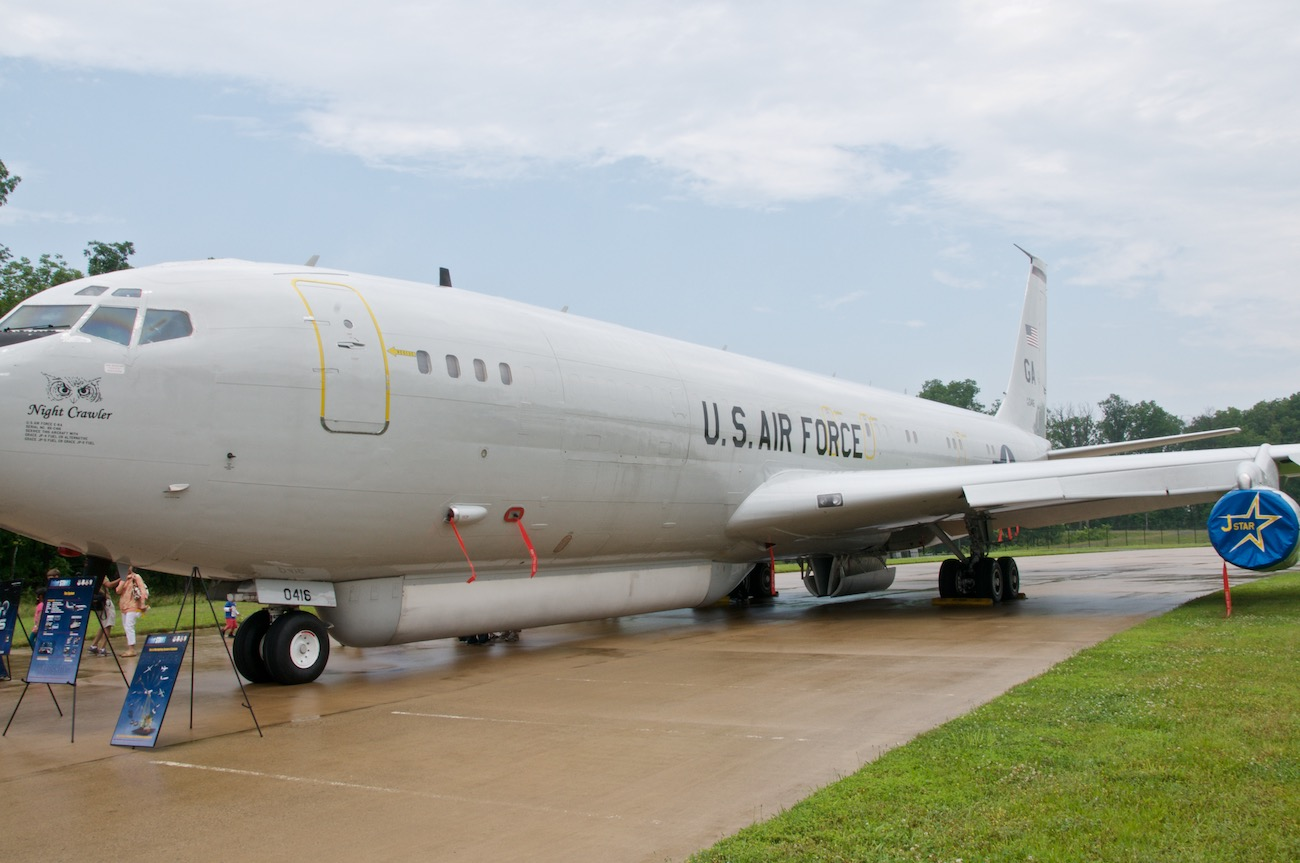
شركة نورثروب غرومان E-8A مشتركة للمراقبة هدف الهجوم نظام الرادار. قبة الرادار على الجانب المظهر الرادار مرئية تحت جسم الطائرة إلى الأمام.

### الرادار والنظم

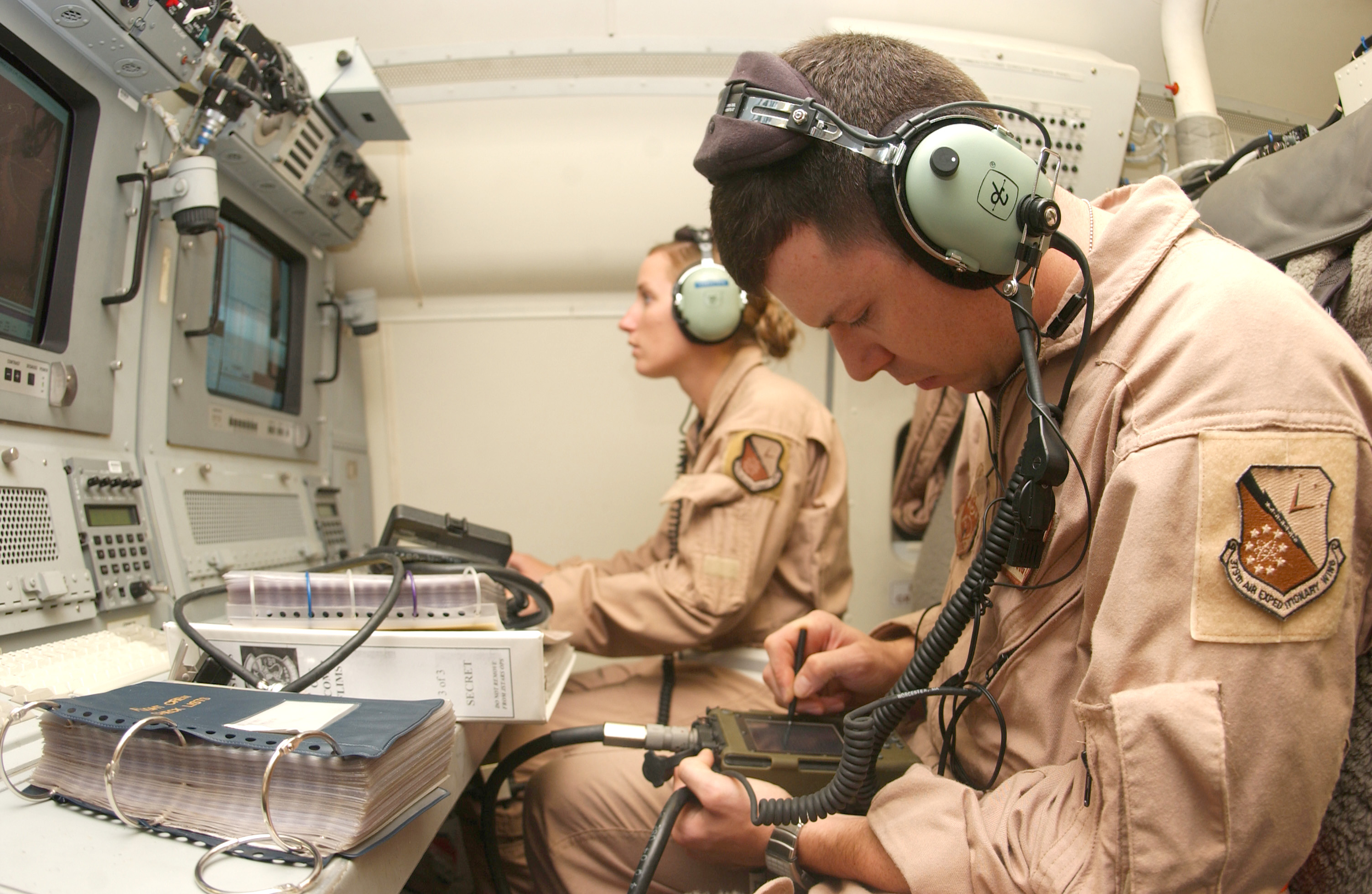
يقوم أعضاء الطاقم بتحميل البرنامج على إي-8 خلال الاستعدادات لرحلة طيران

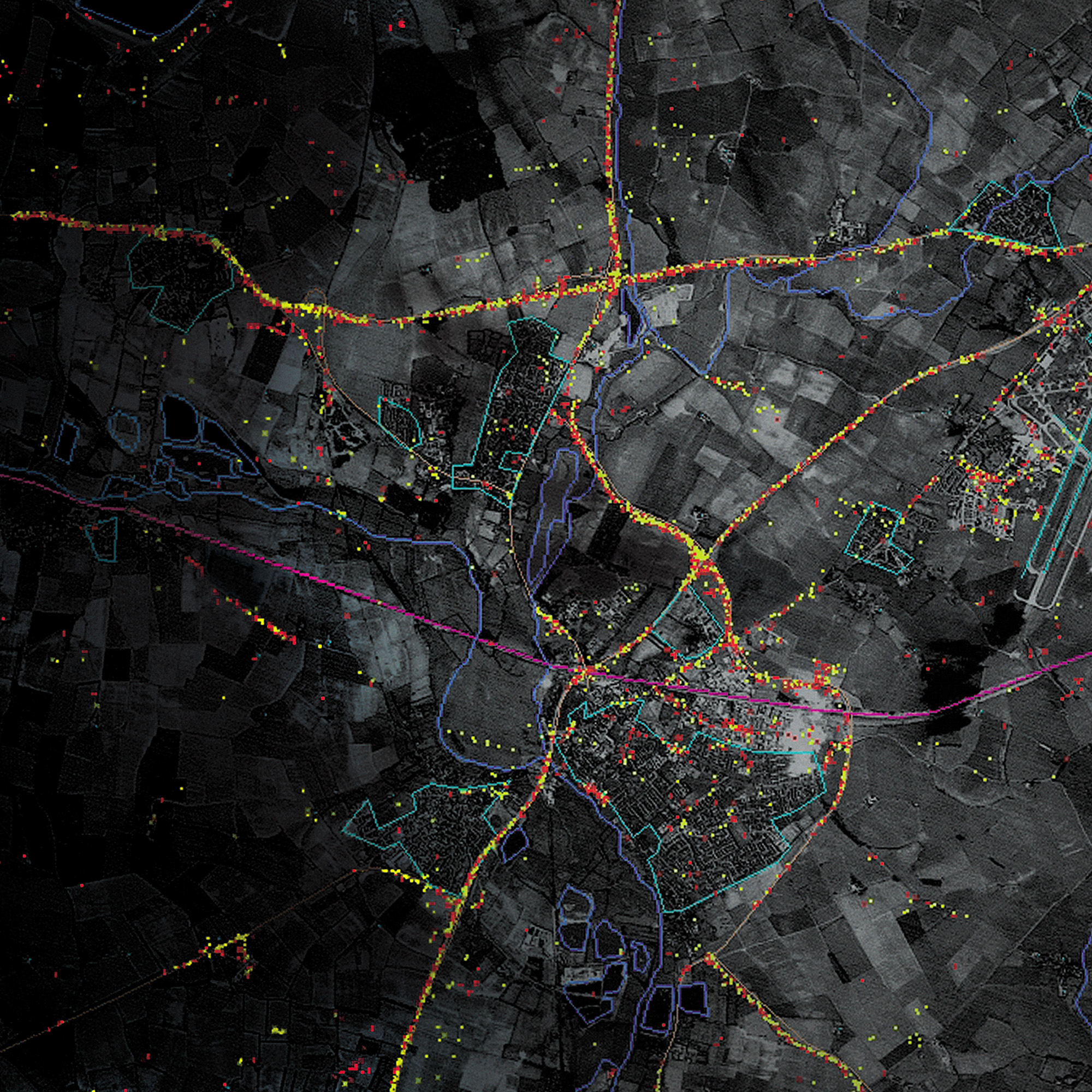
صوره التقطتها الطائرة

## طرازات أخرى

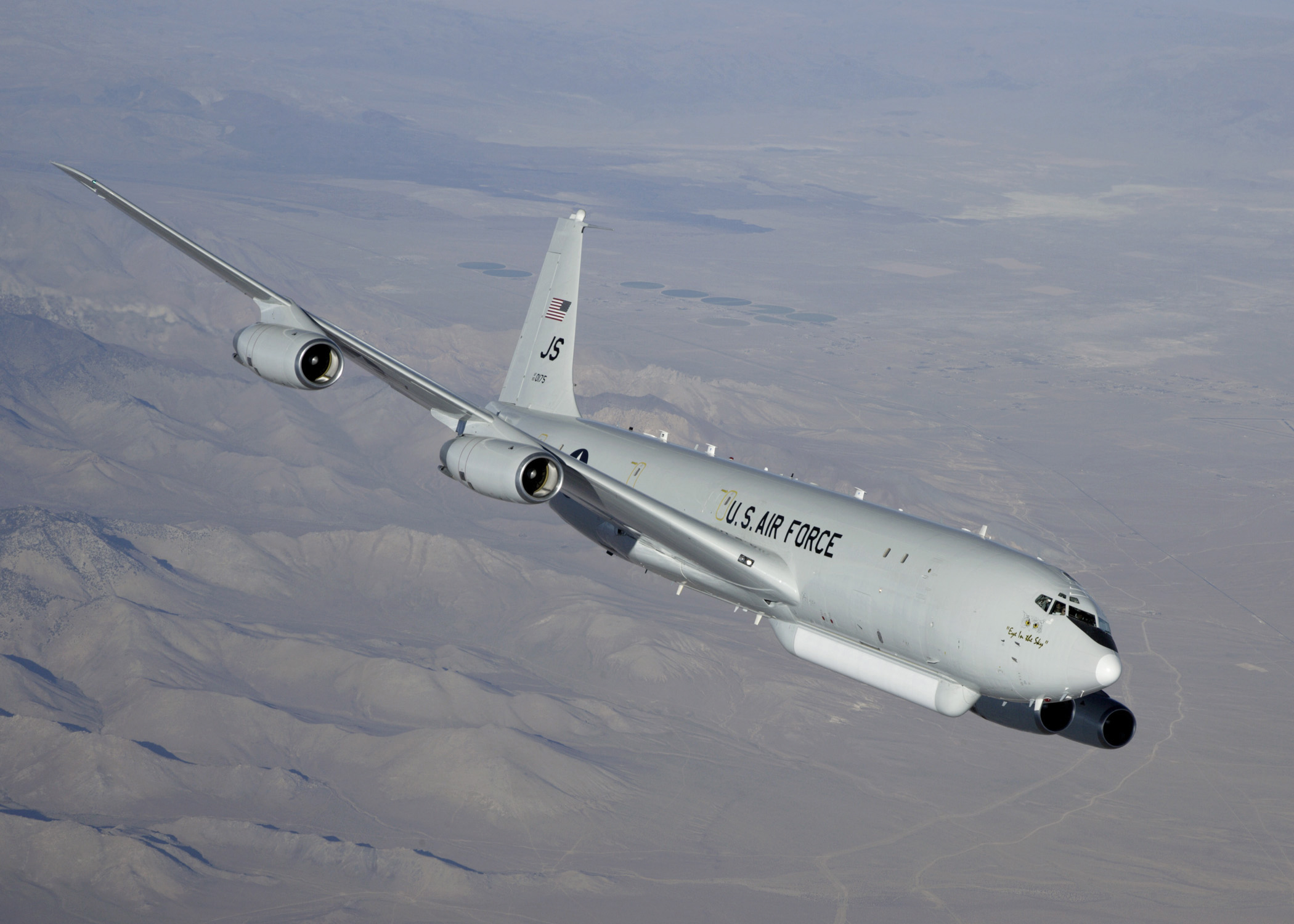
إي-8 تقوم بطيران تجريبي لفحص محركات جي تي 8 دي-291

إي-8أي
طائرة نموذج أصلي أصبحت آسس تكوين الطائرة.
تي إي-8أي
طائرة واحدة أزيل منها معدات المهام تستخدم في تدريب طاقم الطائرة.
واي إي-8بي
طائرة واحدة أنتجت لتكون للبحرية الأمريكية وتم نقلها إلى سلاح الجو الأميريكي قبل أن يقرر إلى الاستعاضة بها ببوينغ 707s.
إي-8سي
الإنتاج المشترك لمنصة التكوين تم تحويلها من بوينغ 707 مستعملة.

## المشغلون
القوات الجوية للولايات المتحدة

## المواصفات
البيانات من USAF Factsheet<ref name='USAF factsheet attribution'>
الخصائص العامة
- طاقم: 4 flight crew (Pilot, Co-Pilot, Combat Systems Officer, Flight Engineer)
- سعة: 18 specialists (crew size varies according to mission)
- طول: 152 قدم 11 بوصة (46.61 م)
- باع الجناح: 145 قدم 9 بوصة (44.42 م)
- ارتفاع: 42 قدم 6 بوصة (12.95 م)
- الوزن فارغة: 171,000 رطل (77,564 كـغ)
- وزن الإقلاع الأقصى: 336,000 رطل (152,407 كـغ)
- محركات: 4 × برات آند ويتني جيه تي 3 دي (Original) low-bypass turbofan engines, 19,200 رطلق (85 كـن) thrust الواحد
- محركات: 4 × Pratt & Whitney JT8D-219 (Re-engine) low-bypass turbofan engines, 21,200 رطلق (94 كـن) thrust  الواحد

أداء
- سرعة العبور: 390 عقدة (449 ميل/س؛ 722 كم/س) to 510 عقدة (945 كم/س)
- Optimum orbit speed: 449 ميل/س (723 كم/س) to 587 ميل/س (945 كم/س)
- قدرة التحمل: 9 hours
- سقف الخدمة: 42,000 قدم (13,000 م)

إلكترونيات الطيران

- AN/APY-7 رادار الفتحة التركيبية
- 12 ARC-164 UHF radios w/ HAVE QUICK
- 2 ARC-190 HF radios
- 3 VHF radios

## وصلات خارجية
- شركة نورثروب غرومان المشتركة النجوم معلومات النظام
- شركة نورثروب غرومان المشتركة النجوم الرادار المعلومات
- بوينغ أنظمة الدفاع المتكاملة
- شركة نورثروب غرومان ISR نظرة عامة
- المشترك النجوم إعادة محرك معلومات البرنامج